# Astragalus ovatus
Astragalus ovatus är en ärtväxtart som beskrevs av Dc. Astragalus ovatus ingår i släktet vedlar, och familjen ärtväxter. Inga underarter finns listade i Catalogue of Life.